# Oides alluaudi
Oides alluaudi es una especie de insecto coleóptero de la familia Chrysomelidae.
Fue descrita científicamente en 1914 por Laboissiere.